# تیونه (قمر)
تیونه (به انگلیسی: Thyone) که با نام ژوپیتر XXIX نیز خوانده می‌شود، یکی از قمرهای نامنظم و مخالف گرد مشتری است. این قمر به وسیله تیمی از منجمان دانشگاه هاوایی به سرپرستی اسکات اس.شپرد در سال ۲۰۰۱ میلادی کشف شد. این گروه برای آن نام موقت S/۲۰۰۱ J ۲ را در نظر گرفتند.
در ماه اوت سال ۲۰۰۳ میلادی، برای این قمر نام تیونه پیشنهاد شد.
قطر این قمر حدود چهار کیلومتر است. قمر تیونه با مدار ۲۱٫۴۰۶ میلیون کیلومتر هر ۶۳۹٫۸۰۳روز زمینی، یک بار به دور مشتری می‌چرخد. انحراف آن ۱۴۷ درجه نسبت به دائرةالبروج است. (۱۴۷ درجه نسبت به استوای مشتری) و خروج از مرکز مدار آن ۰٫۲۴۶۲ است. سرعت متوسط گردش آن ۲٫۴۳کیلومتر/ثانیه است.
در ماه اوت سال ۲۰۰۳ نام این قمر به نام تیونه، (که بیشتر با نام سمله شناخته شده است) یکی از معشوقه‌های زئوس در اساطیر یونانی نامگذاری شد.
این قمر به گروه اننکه تعلق دارد که قمرهای نامنظمی دارد که با حرکت مخالف گرد و فاصله بین ۱۹٫۳ و ۲۲٫۷ میلیون کیلومتر و انحراف ۱۵۰°درجه بدور مشتری می‌چرخند.